# General Motors P-75A Eagle
General Motors P-75A Eagle byl stíhací letoun projektovaný firmou General Motors, od září 1942, speciálně pro operace ve velkých výškách. Letoun používal tehdy nejvýkonnější dostupný vodou chlazený motor Allison V-3420, což byl vlastně zdvojený motor Allison V-1710 a který roztáčel dvě protiběžné vrtule. Měl také používat co nejvíce prvků z již vyráběných letadel. Firma General Motors byla v době vývoje tohoto typu velice vytížená vývojem dalších projektů, stejně jako licenční výrobou – především bombardéru Grumman TBF Avenger.

## Vývoj
V říjnu 1942 byla objednána stavba dvou prototypů, označených XP-75, které měla vyvinout jedna z divizí General Motors, označená Fisher Body. Vnější části křídla měly pocházet ze stíhačky North American P-51 Mustang, ocasní plocha byla z bombardéru Douglas SBD Dauntless a podvozek z typu Vought F4U Corsair. Celková koncepce byla podobná typu Bell P-39 Airacobra. Pilot seděl více vpředu, než bylo obvyklé a motor, který měl za zády, roztáčel vrtuli pomocí dlouhé hřídele. V raných stádiích vývoje typu byly místo křídla z P-51 použito křídlo dostupnějšího letounu Curtiss P-40 Warhawk.
V polovině roku 1943 se ukazovalo, že více než výškový přepadový stíhač bude potřeba dálkový eskortní stíhací letoun a proto bylo objednáno dalších šest modifikovaných kusů XP-75. V té době bylo také objednáno 2 500 kusů sériových P-75A. Pak ale došlo k letovým testům a ukázalo se, že výkony nového typu jsou neuspokojivé a ze sériové výroby tak sešlo.

## Testy
K prvnímu letu prototypu XP-75 došlo 17. listopad 1943. Druhý prototyp vzlétl krátce poté a ostatních šest dálkových stíhacích prototypů vstoupilo do zkušebního programu během roku 1944. Zkoušky odhalily řadu dětských nemocí. Například šlo o špatně vypočtené těžiště letounu, selhávání motoru při plném výkonu, nedostatečné chlazení a velké síly v řízení. Šestice dálkových prototypů, která byla zkoušena od září 1944, byla upravena podle zkušeností z prvních zkušebních letů. Tyto letouny dostaly větší svislou ocasní plochu, bublinový překryt kabiny a vylepšené motory varianty Allison V-3420-23.
Jak už bylo zmíněno, USAAF zvažovala masovou výrobu typu P-75, ale jelikož se válka chýlila ke konci, začalo letectvo omezovat počet nově zaváděných typů letadel. Navíc nejnovější modifikace Republic P-47N Thunderbolt a P-51D Mustang se v roli dálkových eskortních bombardérů výborně osvědčily, což byl další z důvodů, proč byla objednávka sériové výroby P-75A 6. října 1944 zrušena. P-75A proto nikdy zcela nedokončil své zkoušky. Jeden prototyp XP-75 se pravděpodobně dochoval v National Museum of the United States Air Force v Daytonu v Ohiu.

## Specifikace

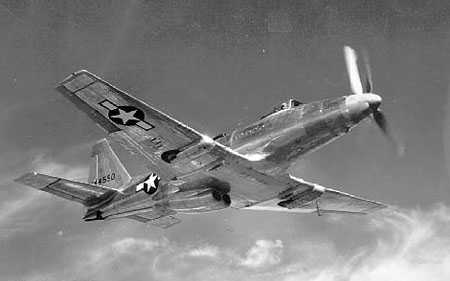
P-75A v letu

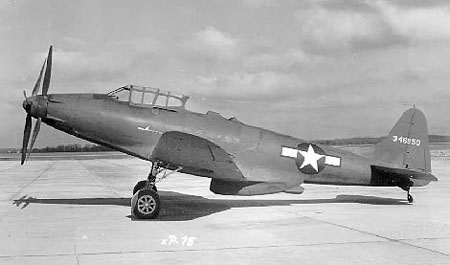
XP-75

### Technické údaje
- Osádka: 1
- Rozpětí: 15,04 m
- Délka: 12,32 m
- Výška: 4,72 m
- Nosná plocha: 32,24 m²
- Plošné zatížení: 194,3 kg/m²
- Hmotnost prázdného letounu: 5 214 kg
- Vzletová hmotnost: 6 263 kg
- Max. vzletová hmotnost: 8 260 kg

### Pohonná jednotka
- 1× vzduchem chlazený 24válec do W, Allison V-3420-23
  - Výkon motoru: 2 885 hp (2 150 kW)

### Výkony
- Maximální rychlost: 697 km/h ve výšce 6 100 m
- Dostup: 11 100 m
- Stoupavost: 21,3 m/s
- Dolet: 3 300 km

### Výzbroj
- 6× 12,7mm kulomet Browning v křídle
- 4× 12,7mm kulomet v trupu
- 2× 227kg puma